# Conselleria de Família de la Xunta de Galícia
La Consellería de Familia fou una antiga conselleria de la Xunta de Galícia que s'encarregava d'activitats relacionades amb la gestió de continguts de caràcter social i transversal, que no tenien cabuda dins de l'organigrama habitual de la Xunta. Així, al llarg de la seva història es va ocupar de l'esport, de la joventut o de la dona. Actualment, les competències sobre aquests temes estan repartides entre diverses conselleries, especialment la Conselleria de Treball i Benestar de la Xunta de Galícia.
La creació de la conselleria de Família remunta a 1993 quan assumí les competències de Dona i Joventut. Posteriorment adquiriria progressivament les competències sobre la promoció de treball, sobre esport i sobre gestió del voluntariat, especialment important a conseqüència de la catàstrofe del Prestige. Desaparegué en 2005, quan les seves competències s'integraren en la conselleria de Treball, en la de Cultura i Esport i en la d'Igualtat i Benestar. Totes les conselleres al llarg de la seva història foren dones.

## Conselleres
- Manuela López Besteiro (1993-2003). Fins a 1997 com a Consellería de Familia, Muller e Xuventude, i des d'aquell any com a consellería de Familia, Promoción do Emprego, Muller e Xuventude.
- Pilar Rojo (2003-2005), com a consellera de Familia, Xuventude e Voluntariado, i a partir de 2004 també com a consellera de Familia, Xuventude, Deporte e Voluntariado.